# 駐葡萄牙臺北經濟文化中心
駐葡萄牙臺北經濟文化中心（葡萄牙語：Centro Económico e Cultural de Taipei em Portugal），亦稱駐葡萄牙代表處，是中華民國政府派駐葡萄牙共和國的代表機構。
代表處負責推動臺灣與葡萄牙之間的經貿、學術、文化等各層面的雙邊關係，以及辦理護照、簽證、文件證明等领事相關業務，並提供僑民服務與旅外國人急難救助，功能等同邦交國的大使館。領事轄區包括葡萄牙的亚速尔群岛、马德拉群岛，並兼轄佛得角、幾內亞比索、圣多美和普林西比等國家。

## 歷史
1992年，兩國以換函方式承諾互設代表機構。1992年7月1日，中華民國於葡萄牙首都里斯本設立具大使館功能的駐葡萄牙臺北經濟文化中心，11月27日掛牌運作。
雖然先前以換函方式承諾互設代表機構，但葡萄牙至今未在臺灣設立相關組織。

## 外部連結
- 駐葡萄牙臺北經濟文化中心的Facebook、Twitter、Instagram